# Adyton

Adytons placering i ett peripteros

Adyton är den heliga platsen i ett antikt tempel som var förbjuden att beträdas. Det var ett inre altarrum som i det antika Grekland byggdes in i grunden på ett tempel och användes för ceremonier som inte var öppna för allmänheten. Termen har använts inom ett flertal ockulta organisationer, antingen som en synonym till "tempel" eller i en mer metaforisk betydelse.